# Автоматический дробовик
Автоматический дробовик — дробовик (ружьё), имеющий или допускающий возможность стрельбы в автоматическом режиме. Автоматический дробовик по своему внутреннему и конструктивному устройству напоминает автомат или автоматическую винтовку.

## Боевые характеристики
Скорострельность автоматических дробовиков находится на уровне 240-360 выстрелов в минуту, что ниже, чем у автоматов или автоматических винтовок, у которых темп стрельбы как правило бывает от 600 выстрелов в минуту, но при этом в отличие от автоматов автоматический дробовик стреляет дробью, а учитывая то, что скорострельность автоматических дробовиков значительно выше, чем у помповых и полуавтоматических дробовиков — это позволяет создавать очень плотный огонь на близких дистанциях, буквально стену из дроби. Питаются автоматические дробовики от коробчатых магазинов на 5-10 патронов или барабанных магазинов на 20 или 32 патрона.

## Современные автоматические дробовики
- AA-12
- USAS-12
- Jackhammer
- Heckler & Koch CAWS